# 坂田徳男
坂田 徳男（さかた　とくお、1898年12月7日 - 1984年7月19日）は、日本の哲学研究者、大阪市立大学名誉教授。

## 経歴
1898年、兵庫県で生まれた。京都帝国大学文学部哲学科で学び、卒業。
修了後は、関西学院大学教授に就いた。戦後、大阪市立大学教授。1961年に大阪市立大学を定年退官し、名誉教授となった。その後は、帝塚山大学教授として教鞭を執った。1984年に死去。

## 著作
著書
- 『現代哲学全集』(第9巻) 建設社 1935

「性格学」
- 『ベルグソン創造の哲学』河出書房 1937
- 『思想の四季』旗社出版部 1940
- 『性格』白揚社 1941 (現代生活群書)
- 『人間のこころ』伊藤書店 1943 (青年群書)
- 『科学と哲学』晃文社 1943
- 『哲学的随想』育英書院 1944
- 『カント 純粋理性批判解釈』(全3巻) 二条書店・馬場書店 1947-1949
- 『哲学への道』みすず書房 1947
- 『思想と現実』みすず書房 1948
- 『生命の認識』みちのく豆本の会(みちのく豆本) 1972
- 『近代と現代』東京教学社 1975
- 『人間崩壊さなかの哲学 Sinnの哲学』松籟社 1981
- 『ベルグソン研究』沢瀉久敬と共編 勁草書房 1961、新版1981

訳書
- 『自然認識の限界』エミール・デュ・ボア・レーモン著、生田書店(生命論集)  1924
- 『自然認識の限界について・宇宙の七つの謎』デュ・ボア・レーモン著、岩波文庫 1928
- 『判断力批判：カント』鉄塔書院 1932
  - 『判断力批判　世界の大思想 カント』河出書房新社 度々新版
- 『我は三一の神を信ず：信仰と歴史に関する一つの研究』フリードリヒ・ゴーガルテン（英語版）著、長崎書店 1936
- 『人間学 カント著作集 16』岩波書店 1937、のち岩波文庫
- 『哲学者の言葉：希臘の巻』速水敬二共編著、小山書店 1938
- 『形而上学序説』ベルグソン著、みすず書房 1947
- 『哲学序説』ショーペンハウエル著、みすず書房 1948
- 『意志と表象としての世界』ショペンハウエル著、創元社(永遠の言葉叢書)  1953
- 『神よりの逃走』マックス・ピカート著、佐野利勝・森口美都男共訳、みすず書房 1963
- 『生命と思索：生理学者レーモンの謎』デュ・ボア・レーモン著、柏木素子共訳、若林勲編、医歯薬出版 1980

## 参考
- 『文藝年鑑』